# Carl Arnold Paulsen
Carl Arnold Paulsen (* 1808 in Kopenhagen; † 2. Dezember 1862 in Berlin) war ein dänischer Maler des Biedermeier.
Paulsen ging um 1830 nach Berlin und arbeitete als Miniaturist, Porträt- und Genremaler. Er beschäftigte sich auch mit Lithografie und der neuen Technik der Daguerreotypie. In Berlin beschickte er zwischen 1838 und 1860 die Ausstellungen der Akademie der Künste, überwiegend mit Porträts, meist in Öl gemalt, später auch mit Genrebildern als Aquarelle. Neben seiner künstlerischen Tätigkeit arbeitete er als Taxator von Kunstwerken. 1835 heiratete er Johanna Charlotte Christiane Grüttner (* 1817), die bereits 1836 nach der Geburt eines Sohnes starb. 1839 heiratete Paulsen Luise Johanne Friederike Haack (1811–1884).

Werkbeispiele
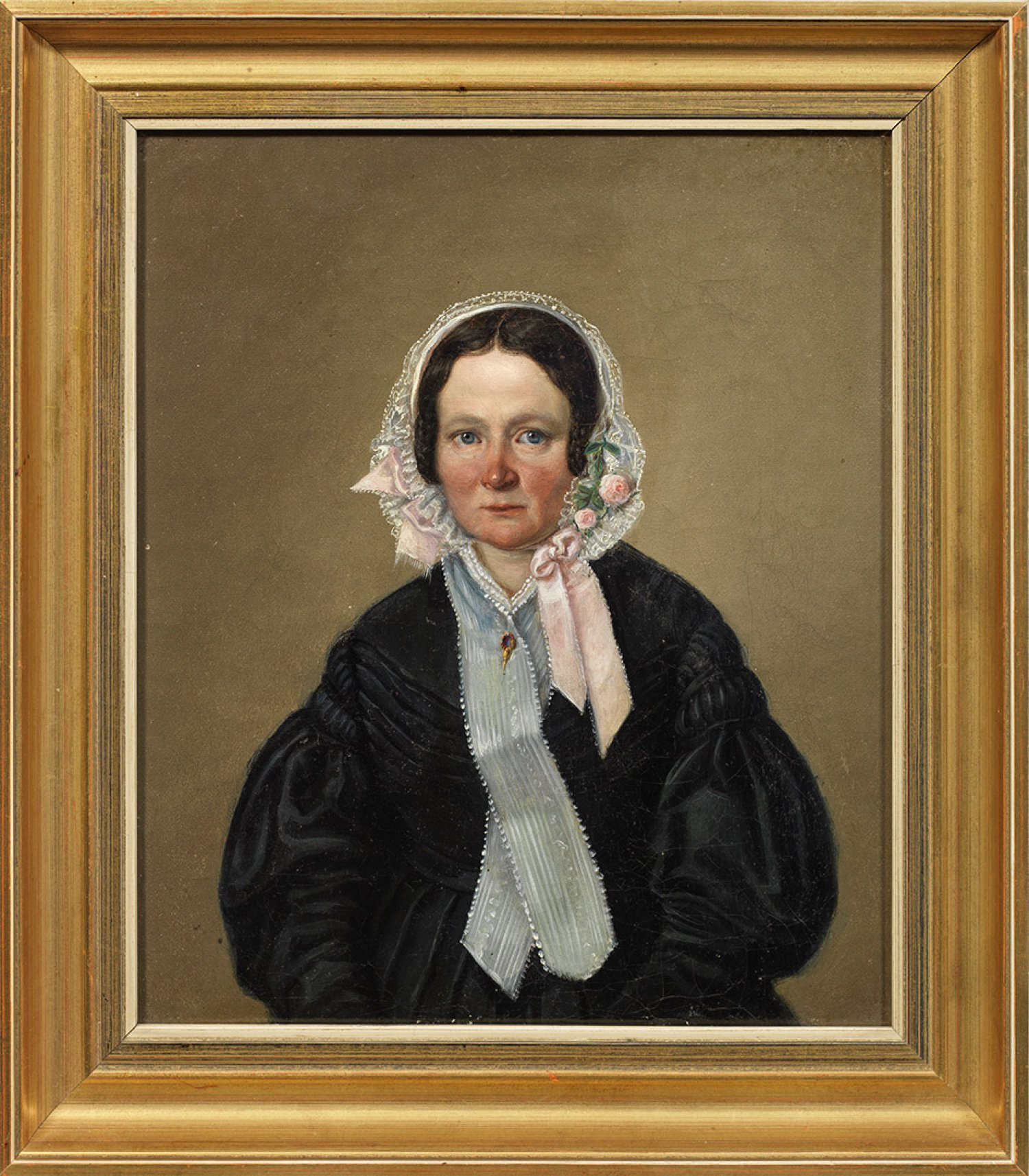
Porträts eines Ehepaars
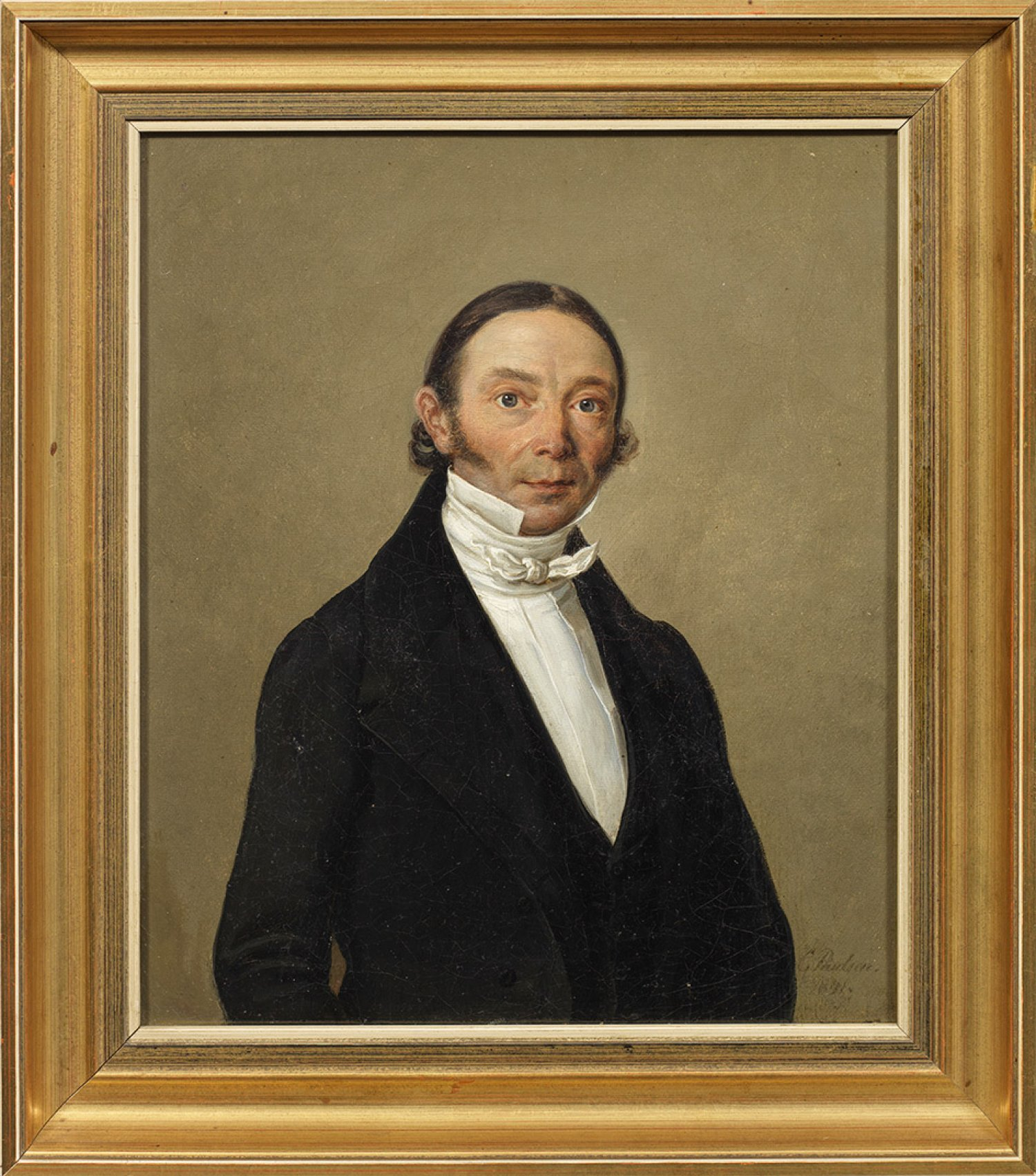
Ölbilder von 1841